# Sonny Sharrock
Sonny Sharrock (27. srpna 1940 Ossining, New York, USA – 26. května 1994 tamtéž) byl americký jazzový kytarista. Svou kariéru zahájil v šedesátých letech, kdy hrál free jazz. V roce 1966 doprovodil saxofonistu Pharoah Sanderse na jeho albu Tauhid. Od konce šedesátých let nahrával alba jako leader. Spolupracoval s řadou dalších hudebníků, mezi něž patří Ginger Baker, Bill Laswell, Elvin Jones, Miles Davis, Herbie Mann nebo Wayne Shorter. Jeho manželkou byla zpěvačka Linda Sharrock.